# Kortrijk Koerse 2022
 (août 2022).
La 1re édition de la Kortrijk Koerse a eu lieu le 19 août 2022. Elle fait partie du calendrier UCI en catégorie 1.1. Elle est remportée par la Belge Julie De Wilde.

## Équipes
| UCI Women's WorldTeams (2)- EF Education-TIBCO-SVB - Human Powered Health Équipes féminines continentales (12)- AG Insurance NXTG - Andy Schleck-CP NVST-Immo Losch - Bingoal-Chevalmeire-Van Eyck Sport - Coop-Hitec Products - GT Krush Tunap - Lotto Soudal Ladies - Multum Accountants - Plantur-Pura - Parkhotel Valkenburg - Rupelcleaning - Torelli-Cayman Islands-Scimitar - Valcar-Travel & Service Équipe féminines amateur (7)- Isorex - KDM-Pack - Keukens Redant - Proximus-Alphamotorhomes - Restore - S-bikes Doltcini - WV Schijndel |
| |

## Récit de la course
Un groupe d'échappée de huit coureuses est rattrapé dans le final de l'épreuve qui se conclut au sprint. Julie de Wilde s'y montre la plus rapide.

## Classements

### Classement final
| \| Classement général \| Classement général \| Classement général \| Classement général \| Classement général \| \| Coureuse \| Coureuse \| Pays \| Équipe \| Temps \| \| ------------------ \| ------------------ \| ------------------ \| ---------------------------- \| ------------------ \| \| 1re \| Julie De Wilde \| Belgique \| Plantur-Pura \| 3 h 08 min 17 s \| \| 2e \| Susanne Meistrok \| Pays-Bas \| Proximus-Alphamotorhomes \| + 0 s \| \| 3e \| Silvia Persico \| Italie \| Valcar-Travel & Service \| + 1 s \| \| 4e \| Mylène de Zoete \| Pays-Bas \| AG Insurance NXTG \| + 1 s \| \| 5e \| Zoe Bäckstedt \| Royaume-Uni \| EF Education-TIBCO-SVB \| + 1 s \| \| 6e \| Marieke de Groot \| Pays-Bas \| Isorex NoAqua Ladies Cycling \| + 4 s \| \| 7e \| Mieke Docx \| Belgique \| Lotto Soudal Ladies \| + 4 s \| \| 8e \| Cecilia van Zuthem \| Pays-Bas \| WV Schijndel \| + 4 s \| \| 9e \| Eline Van Rooijen \| Pays-Bas \| AG Insurance NXTG \| + 4 s \| \| 10e \| Lente Boskamp \| Pays-Bas \| WV Schijndel \| + 4 s \| |                    |             |                              |                 |
| |                    |             |                              |                 |
| Source : Cycling Quotient |                    |             |                              |                 |
| Classement général |                    |             |                              |                 |
| Coureuse | Coureuse           | Pays        | Équipe                       | Temps           |
| 1re | Julie De Wilde     | Belgique    | Plantur-Pura                 | 3 h 08 min 17 s |
| 2e | Susanne Meistrok   | Pays-Bas    | Proximus-Alphamotorhomes     | + 0 s           |
| 3e | Silvia Persico     | Italie      | Valcar-Travel & Service      | + 1 s           |
| 4e | Mylène de Zoete    | Pays-Bas    | AG Insurance NXTG            | + 1 s           |
| 5e | Zoe Bäckstedt      | Royaume-Uni | EF Education-TIBCO-SVB       | + 1 s           |
| 6e | Marieke de Groot   | Pays-Bas    | Isorex NoAqua Ladies Cycling | + 4 s           |
| 7e | Mieke Docx         | Belgique    | Lotto Soudal Ladies          | + 4 s           |
| 8e | Cecilia van Zuthem | Pays-Bas    | WV Schijndel                 | + 4 s           |
| 9e | Eline Van Rooijen  | Pays-Bas    | AG Insurance NXTG            | + 4 s           |
| 10e | Lente Boskamp      | Pays-Bas    | WV Schijndel                 | + 4 s           |

### Points UCI
| Position           | 1er | 2e | 3e | 4e | 5e | 6e | 7e | 8e | 9e | 10e | 11e | 12e | 13e à 15e | 16e à 25e |
| Classement général | 125 | 85 | 70 | 60 | 50 | 40 | 35 | 30 | 25 | 20  | 15  | 10  | 5         | 3         |